# Legione Autonoma Mobile Ettore Muti
La Legione autonoma mobile Ettore Muti fu un corpo militare della Repubblica Sociale Italiana con compiti di polizia politica e militare, composto principalmente da elementi del fascismo milanese, integrati da volontari della Milizia Volontaria per la Sicurezza Nazionale, attiva principalmente nella provincia di Milano e nel cuneese fra il 18 marzo 1944 ed il 27 aprile 1945. Si rese responsabile di numerosi rastrellamenti, di torture e violenze, specialmente nella sede milanese di via Rovello e dell'eccidio di Piazzale Loreto, che saranno oggetto di un processo e conseguenti condanne nel 1947.
Il reparto fu intitolato a Ettore Muti, morto nel 1943.

## La Squadra d'azione "Ettore Muti"
L'11 settembre 1943, con la consegna da parte del generale Vittorio Ruggero, Milano venne occupata dalla Prima Divisione Corazzata Leibstandarte "Adolf Hitler" della Waffen SS.
Pochi giorni dopo, il 18 settembre 1943, fu costituita ufficialmente la "Squadra d'Azione Ettore Muti" inglobando altre quattro squadre formatesi precedentemente sotto il comando dell'ex squadrista Francesco Colombo. Le prime reclute furono arruolate tra fascisti di provata fede, a cui si aggiunse anche un variegato gruppo di detenuti per reati comuni provenienti dal riformatorio di Vittuone e dal Carcere di San Vittore.
Quando Aldo Resega lo incontrò per la prima volta dopo la costituzione della RSI gli contestò la presenza all'interno della propria squadra di alcuni elementi di dubbia moralità e gli chiese di operare una selezione, Colombo si rifiutò.
Questa presa di posizione determinò la nascita di due distinte correnti fasciste nella città di Milano: quella che faceva capo allo stesso federale Aldo Resega e poi a Vincenzo Costa, e quella ancora più estremista, capeggiata dal comandante della "Muti" Francesco Colombo.
Le squadre si dispiegarono inizialmente in difesa delle sedi di partito che poco alla volta venivano riaperte. La prima azione compiuta dagli uomini di Colombo fu l'arresto di alcune persone che avevano favorito l'evasione di un imprecisato numero di prigionieri di guerra inglesi, e alcuni giorni dopo l'arresto di un borsanerista. Le uccisioni di fascisti isolati, effettuati dai GAP, come l'industriale Gerolamo Crivelli il 25 novembre e dello squadrista Primiero Lamperti il 9 dicembre, acuirono i contrasti, sfociati nei 7 giorni di sciopero nelle fabbriche metallurgiche di Milano e Sesto San Giovanni, ferocemente represse dai mezzi corazzati tedeschi comandati dal generale Zimmermann e dai militi della Muti comandati dal tenente colonnello Cesare Cesarini, che era stato capo ufficio del personale della fabbrica Caproni di Taliedo, e che grazie a questa conoscenza della forza lavoro, provvide alla denuncia e successiva deportazione in Germania di diverse centinaia di operai, di cui almeno 63 provenienti dalla Caproni, molti dei quali trasferiti ad Auschwitz. La deportazione, rimasta nella memoria, porterà in seguito alla uccisione di Cesarini il 15 marzo 1945 da parte di un commando dei GAP guidato da Giovanni Pesce.

### I contrasti col federale di Milano Aldo Resega
L'11 dicembre 1943, il direttorio del Partito Fascista Repubblicano, presieduto dal federale di Milano Aldo Resega, decise di epurare gli elementi più riottosi (di cui si decise di stendere un elenco) e di inquadrare poi gli altri elementi nelle file della GNR.

Piero De Angeli, il pilota dell'ANR ucciso a Cusano Milanino il 16 dicembre

Il 16 dicembre, come testimoniato dal vice federale Vincenzo Costa, si approvò nel corso di una riunione del PFR lo scioglimento della Squadra d'Azione:
(Vincenzo Costa nel suo diario in data 16 dicembre 1943)
Le azioni dei GAP, che portarono all'uccisione del pilota Piero de Angeli la sera stessa e la mattina dopo dello stesso federale Aldo Resega, fecero tuttavia prevalere momentaneamente la fazione estremista di Colombo e della sua Squadra che portò a capo della federazione milanese Dante Boattini. Il questore Domenico Coglitore, che si era dimesso in seguito all'omicidio di Aldo Resega, fu sostituito con il colonnello Camillo Santamaria Nicolini. Il nuovo federale Boattini decise di non procedere più allo scioglimento della "Muti".
Il 18 gennaio 1944, su ordine di Mussolini, furono arrestati il vicecomandante della "Muti" Arrigo Alemagna e l'avvocato Mistretta, accusati della appropriazione indebita di alcuni beni sequestrati. Ad Alemagna subentrò Ampelio Spadoni.

### Battaglione Ausiliario della GNR

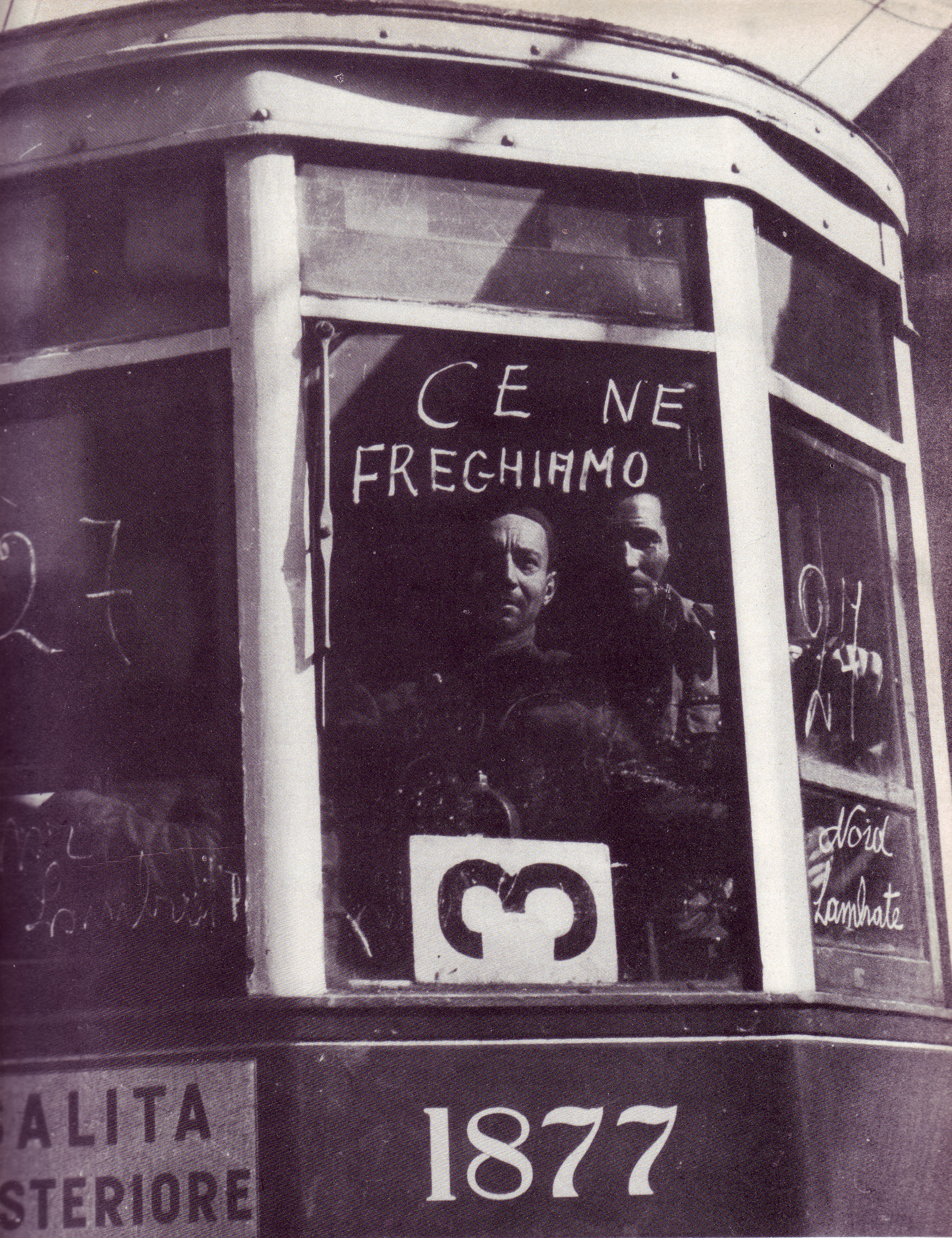
Milano, squadristi della Muti durante gli scioperi del marzo 1944

Nel periodo seguente la Squadra Muti assunse la denominazione di "Battaglione Ausiliario della GNR" anche se in realtà continuò a rimanere autonoma rispetto alla Guardia Nazionale Repubblicana.
La Muti fu impiegata nel corso degli scioperi iniziati il 1º marzo 1944, sia cercando con poco successo di condurre i tram cittadini al posto dei tranvieri, provocando in realtà numerosi danni ai mezzi, sia cercando di contrastare lo sciopero, a cui seguì una dura repressione che diresse le spedizioni punitive della Muti verso le case dei tranvieri, ubicate nei pressi dei depositi. Molti tranvieri vennero deportati nei lager tedeschi dai quali non fecero ritorno. Quarantaquattro sono i tranvieri milanesi che persero la vita nei lager nazisti, o negli scontri.
Ai tranvieri milanesi è stata conferita la Medaglia d'oro al valor militare.

## La Legione Autonoma Mobile Ettore Muti

### Nasce la Legione
La Legione Autonoma Mobile Ettore Muti nacque ufficialmente il 18 marzo 1944. La retorica di regime e il controllo sulla stampa fece scrivere:
(Articolo pubblicato sul Corriere della Sera del 16 marzo 1944)
Fu posta alla dipendenza del Ministero degli Interni e, essendo un reparto paramilitare, ebbe la qualifica di "Forza armata di Polizia". Francesco Colombo ne divenne comandante; il Ministro dell'Interno lo nominò questore, grado corrispondente nell'esercito al grado di colonnello, mentre nell'esercito, fino ad allora, aveva raggiunto solo il grado di caporale. Al momento della costituzione ufficiale della Legione circa quindici squadristi furono espulsi per indegnità o allontanati.
La RSI riservava ai militi della Muti un trattamento di favore pagandoli quasi sei volte un soldato dell'esercito regolare. Anche il comandante della Legione percepiva un soldo di 13.125 lire mentre un colonnello dell'esercito solo 7.650 lire. Il trattamento economico non era l'unica ragione del successo nell'arruolamento della Legione, ma anche la totale autonomia ed indipendenza della Legione che godeva in pratica di una sorta di impunità.

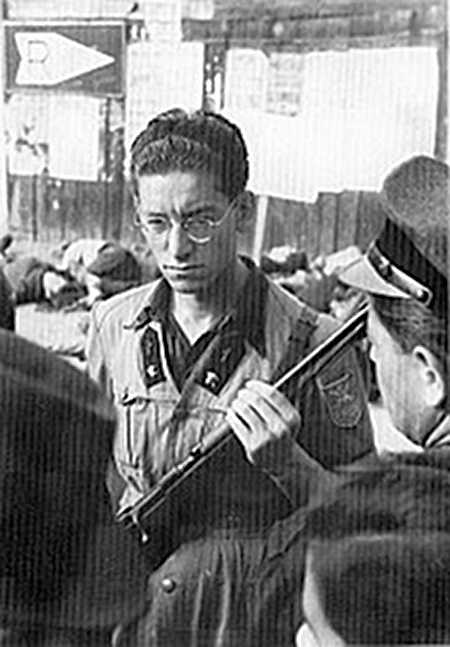
Milite della Muti sorveglia il luogo della strage di Piazzale Loreto e impedisce la traslazione delle vittime.

La Legione era autonoma dalla Questura di Milano e dalla Polizia della RSI, ma la sua autonomia cessava al momento in cui riceveva una richiesta di truppe dallo stato maggiore del generale Wilhelm Tensfeld (SS-Brigadeführer und Generalmajor der Polizei), responsabile della lotta antipartigiana nel settore nord-ovest.
A seguito di una circolare del comando generale della Guardia Nazionale Repubblicana, i comandi locali erano a disposizione dei tedeschi per le operazioni di polizia militare, come appare dalle parole del questore Secondo Larice:
operante è costituita da elementi nostrani, non certo i migliori per rettitudine, senso di responsabilità e obiettività.
Si tratta in genere di individui dal passato non sempre confessabile, venali, sospinti nell'agire solo da una sete di
guadagno non facilmente saziabile: individui senza scrupoli, la cui spregiudicatezza è fatta ardita dall'usbergo della
protezione dell'alleato
(da Appunto per il Capo della Provincia, 16 marzo 1945-XXIII, firmato: Il Questore Secondo
Larice, in ASM, Gp, II, c. 401.)»
Un esempio fu la partecipazione di militi della legione al plotone di esecuzione della Strage di Piazzale Loreto. In tale occasione mostrarono anche particolare crudeltà. I corpi, sorvegliati dai militi della Muti che impedirono anche ai parenti di rendere omaggio ai defunti, furono pubblicamente vilipesi e oltraggiati in tutti i modi dai fascisti e dalle ausiliarie della RSI; inoltre, per intimidire la popolazione e togliere ogni appoggio alla Resistenza, i militi fascisti obbligarono, armi alla mano, i cittadini in transito, a piedi, in bicicletta o sui tram, ad assistere allo «spettacolo».

### Il comando della legione
I comandanti più importanti furono:
- Francesco Colombo, detto Franco: Comandante. Ex squadrista, fondatore nel 1943 della squadra d'azione Ettore Muti da cui, fusa con altre squadre d'azione, si sviluppò l'intera Legione "Muti".
- Ampelio Spadoni: vicecomandante. Nato nel 1906, volontario in Etiopia nel 1936 con una Divisione di Camicie Nere, imprenditore ad Asmara e di nuovo combattente nella guerra di Grecia tra il 1941 ed il 1942. Fu promosso tenente colonnello da Colombo in quanto considerato la "vera anima militare del gruppo". Si occupò in particolare di coordinare tutti i reparti dislocati in Piemonte.
- Luciano Folli: vicecomandante.
- Gastone Gorrieri: responsabile ufficio stampa. Giornalista, nato in provincia di Grosseto nel 1894, curò la pubblicazione "Siam fatti così!".

Legione Autonoma Mobile Ettore Muti fu suddivisa in due battaglioni permanenti intitolati al pilota Piero de Angeli e all'ex federale Aldo Resega. I volontari della Muti assunsero l'appellativo di "Arditi della Muti":
- il 1º Battaglione “Aldo Resega” di città, di stanza in Milano e operante in tutta la provincia, composto da 1.500 arditi.
- il 2º Battaglione “De Angeli” di campagna, dislocato in Piemonte e nel piacentino, composto da circa 800 arditi.
- la Compagnia speciale "Baragiotta"

A questi si affiancarono altri sette battaglioni "ausiliari" di limitata entità.
Nel maggio 1944, il ministro degli interni Guido Buffarini Guidi promosse un'inchiesta contro la Muti, che portò ad una riorganizzazione dell'unità che, di fatto, passò brevemente sotto il controllo della polizia tedesca. Nel luglio assunse la nuova denominazione di "Legione Autonoma di Polizia Ettore Muti" e fu posta sotto il comando del capo della provincia Piero Parini. I battaglioni "ausiliari" furono sciolti e ricostituiti in compagnie di circa cento uomini ciascuna. Fu costituito inoltre il Battaglione di riserva "Luigi Russo".

## In Piemonte
Tra il 18 e il 23 marzo il 1º Battaglione “Aldo Resega”, il 2º Battaglione “De Angeli” e la Compagnia speciale "Baragiotta" furono dislocati nel cuneese di presidio ai piccoli centri. Qui si scontrarono principalmente con le formazioni partigiane di Enrico Martini detto "Mauri". Tra il 25 marzo e il 2 aprile si svolse l'operazione Wien per contrastare le formazioni partigiane. Il 12 aprile si svolse l'operazione Stuttgart. Il 28 maggio partì l'operazione Hamburg, che si concluse il 3 giugno.
In seguito alla ristrutturazione della Legione "Muti", avvenuta nel luglio 1944, l'"Aldo Resega" fu sciolto e i reparti ricostituiti in compagnie. Queste, unitamente a una compagnia del Piero De Angeli, furono riuniti in un unico battaglione, il "Cuneo". A fine giugno anche il battaglione "Cuneo" rientrò a Milano ove fu sciolto. I presidi nella provincia di Cuneo e nell'astigiano furono rilevati dalla Compagnia "Savino" e dalla Compagnia "Figini", in seguito rinforzate da altre Compagnie. Il 30 agosto si concluse il ciclo operativo dalla Legione Autonoma Mobile Ettore Muti nel basso Piemonte e tutte le compagnie rientrarono a Milano (Compagnia "Domenico Savino", Compagnia "Umberto Bardelli", Compagnia "Plinio Figini", Compagnia "Francesco Tedeschi" e Compagnia "Gaetano Ferrara").
Il 10 settembre 1944 iniziò un nuovo ciclo operativo che interessò la Valsesia. Furono inizialmente dislocate le Compagnie "Domenico Savino", "Plinio Figini" e "Francesco Tedeschi". Qui si scontrarono principalmente con le formazioni comuniste guidate da Cino Moscatelli. Le compagnie dislocate in Valsesia presero parte all'operazione Hockland che cominciò il 25 febbraio 1945. Nel corso delle operazioni fu scoperta un'importante stazione radio e fu intercettato un grosso rifornimento di armi che aerei alleati avevano destinato alle formazioni partigiane. Il 16 marzo una reazione partigiana su larga scala pose in difficoltà le varie compagnie dislocate nel comprensorio tanto che il presidio di Romagnano Sesia fu costretto alla resa mentre il presidio di Borgosesia fu duramente stretto d'assedio.
Il 24 aprile tutte le Compagnie in Valsesia puntarono su Novara dove si unirono a quelle già in città. Il 25 aprile i reparti ancora in Piemonte, al comando del Tenente Colonnello Ampelio Spadoni, rientrarono difficoltosamente a Milano. Mentre transitava nel centro della città, la colonna fu attaccata e bloccata dai partigiani. Il comandante Spadoni, nel tentativo di trattare la resa per tutto il raggruppamento con rappresentanti del CLN, fu separato dal resto dei suoi uomini e preso prigioniero dai partigiani. La truppa, privata del comandante, si arrese diverse ore dopo.

### Il 1º battaglione città "Aldo Resega", poi Battaglione "Cuneo"
Il 1º battaglione "Aldo Resega" prese il nome dal federale del Partito Fascista Repubblicano.
Il 23 marzo 1944 il Battaglione, al comando del maggiore Alessandro Bongi, si trasferì a Limone Piemonte. Si trasferirono a Cuneo anche il comandante Colombo e il vice Spadoni che stabilirono il comando a Cuneo. Presidi furono creati nei paesi dei dintorni.
Il 2 giugno i presidi di Ceva e Lesegno furono attaccati dalle formazioni partigiane di Enrico Martini, nome di battaglia "Mauri". Il presidio di Ceva respinse l'attacco mentre il presidio di Lesegno dovette arroccarsi nel castello della città da cui partigiani non riuscirono a snidarli. Considerato troppo esposto il 7 giugno fu abbandonato il presidio di Ormea e gli arditi della "Muti" si trasferirono a Ceva. L'11 giugno i partigiani occuparono nuovamente Lesegno e uccisero alcuni civili iscritti al Partito Fascista Repubblicano. Fortemente ridotto negli effettivi il 21 giugno fu abbandonato anche il presidio di Ceva e tutti i reparti ripiegarono su Cuneo.
Alla fine di giugno il 1º battaglione "Aldo Resega" assunse la nuova denominazione di Battaglione "Cuneo" e incorporò una compagnia già facente parte del 2º Battaglione "Piero De Angeli" che era stata lasciata di presidio a Ceva. Il nuovo battaglione fu posto sotto il comando del maggiore Alessandro Bongi. Pochi giorni più tardi cominciò il rientro a Milano di tutti i reparti dislocati nella Provincia di Cuneo e furono sostituiti dalla Compagnia "Savino" e dalla Compagnia "Figini".

### Il 2º battaglione provincia "Piero De Angeli"
Il 2º battaglione "Piero De Angeli" prese il nome da un pilota collaudatore dell'Aeronautica Nazionale Repubblicana. 

Cuneo, arditi dei battaglioni della Legione Muti durante una Messa da campo

Il 20 marzo 1944 il Battaglione "Piero De Angeli", forte di circa 800 effettivi, al comando del maggiore Luciano Folli, partì per il Piemonte e si acquartierò a Cuneo nella ex sede della GIL.
Il 1º maggio furono costituiti presidi anche a Ormea, Ceva e Lesegno. Ai primi di giugno i presidi di Lesegno e di Ormea furono rilevati dal 1º Battaglione "Aldo Resega" mentre Ormea viene abbandonata.
Tra il 28 maggio e il 3 giugno il 2º battaglione provincia "Piero De Angeli", ad eccezione della compagnia di presidio a Ceva, partecipò all'operazione "Hamburg" che contemplava rastrellamenti nel Vercellese. Una colonna di arditi della "Muti", attaccata dai partigiani subisce perdite. La colonna fu costretta a riparare in un'abitazione a Sellaret dove fu stretta d'assedio finché non ricevette soccorso da reparti germanici. Al termine delle operazioni il "De Angeli" rimase a presidiare il Canavese e il Biellese.
Alla fine di giugno il Battaglione fece ritorno a Milano dove fu sciolto, tranne la compagnia dislocata nelle Langhe che unita al Battaglione "Aldo Resega" costituì il Battaglione "Cuneo".

### Compagnia "Domenico Savino"
Ai primi di luglio la neo costituita Compagnia "Domenico Savino", al comando del capitano Osvaldo Esposito, si attestò nel presidio di Canelli nell'astigiano. Già il 3 luglio 1944 la compagnia fu impiegata nei primi rastrellamenti nell'area circostante. L'8 luglio fu inoltre costituito un presidio presso il viadotto ferroviario di Villafranca d'Asti. Il 14 luglio la vettura del capitano Esposito fu fatta oggetto di un attacco partigiano.
Il 18 luglio la Compagnia "Savino" fu rinforzata dalla Compagnia "Plinio Figini" e il 28 luglio rientrò brevemente a Milano per rientrare in zona d'operazione 5 agosto.
Il 10 settembre 1944 la Compagnia iniziò un nuovo ciclo operativo che interessò la Valsesia. Il 25 febbraio 1945 la Compagnia prese parte all'operazione Hockland, poi si dislocò a Borgosesia. Quando si scatenò l'offensiva partigiana la Compagnia "Domenico Savino", unitamente alla Compagnia "Francesco Tedeschi" fu cinta d'assedio. L'assedio fu rotto da un nucleo di dieci arditi della "Bardelli" che al comando del sergente Vitali, rimasti isolati dal proprio reparto per l'attacco improvviso, si diressero presso il comando a Borgosesia su di un blindato a cercare informazioni. Giunti nel paese si trovarono casualmente alle spalle dei partigiani intenti ad attaccare riuscendo così a disperderli.
Il 24 aprile la Valsesia fu abbandonata e la Compagnia si unì a tutte le altre raggiungendo Novara.

### Compagnia "Plinio Figini"
Il 3 luglio 1944 la neo costituita Compagnia "Plinio Figini", al comando del capitano Primo Galeazzi rinforza la Compagnia "Domenico Savino".
Il 23 luglio la compagnia, nei pressi di Villafranca d'Asti, fu sorpresa da un bombardamento Alleato. La Compagnia riportò sei caduti, numerosi feriti e la perdita di alcuni automezzi; pertanto il 28 luglio rientrò a Milano.
Il 10 settembre 1944 la Compagnia iniziò un nuovo ciclo operativo che interessò la Valsesia. Il 25 febbraio 1945 la Compagnia prese parte all'operazione Hockland, poi si dislocò a Varallo Sesia.
Il 24 aprile la Valsesia fu abbandonata e la Compagnia si unì a tutte le altre raggiungendo Novara.

### Compagnia "Francesco Tedeschi"
Il 25 febbraio 1945 la Compagnia prese parte all'operazione Hockland, poi si dislocò a Borgosesia. Quando si scatenò l'offensiva partigiana la Compagnia "Francesco Tedeschi", unitamente alla Compagnia "Domenico Savino" fu cinta d'assedio.
Il 24 aprile la Valsesia fu abbandonata e la Compagnia si unì a tutte le altre raggiungendo Novara.

### Compagnia "Bardelli-Bardi"
Il 22 luglio 1944 la neo costituita Compagnia "Umberto Bardelli", al comando del capitano Schieppati sostituisce la Compagnia "Tedeschi" nel presidio di Alba. Due giorni dopo un rastrellamento nei pressi di Alba portò ad un abboccamento con le formazioni partigiane di Enrico Martini. Il 26 luglio la Compagnia intercettò una formazione partigiana infliggendo diciassette perdite e il 15 agosto altre sette. Il 13 agosto furono catturati diversi partigiani. Altri nove partigiani caddero nel corso di un ennesimo rastrellamento a Bene Vagienna il 30 agosto. Nel novembre parte della compagnia prese parte alle operazioni che portarono allo smantellamento della repubblica partigiana proclamata ad Alba.
Il 25 febbraio 1945 la Compagnia prese parte all'operazione Hockland, poi si dislocò a Coggiola. Quando si scatenò l'offensiva partigiana i quindici arditi di presidio si trovavano in perlustrazione e riuscirono a ricongiungersi con il presidio di Romagnano Sesia tenuto dai paracadutisti della "Mazzarini". Qui furono stretti d'assedio dalle formazioni partigiane. Si trattò quindi la resa e alle formazioni fasciste fu permesso, disarmati, di ricongiungersi con le proprie truppe. Il presidio di Romagnano fu abbandonato definitivamente. Il 24 aprile la Valsesia fu abbandonata e la Compagnia si unì a tutte le altre raggiungendo Novara.

## Compagnia Speciale "Baragiotta-Salines"

Cuneo, militi della Compagnia Baragiotta della Legione Autonoma Ettore Muti con al centro il tenente Italo Salines

Cuneo, settembre 1944 militi della Compagnia Baragiotta-Salines

La Compagnia Speciale "Baragiotta", fu costituita in marzo, al comando del maggiore Italo Salines. La compagnia fu anch'essa destinata al Piemonte e costituì presidi a Caraglio e a Piozzo. Salines fu ucciso a Carrù durante uno scontro a fuoco coi partigiani il 15 giugno 1944. La compagnia assunse il doppio nome di Compagnia Speciale "Baragiotta-Salines".
Ad agosto la Compagnia Speciale "Baragiotta-Salines" fu impiegata a Cortemaggiore e in altre località del piacentino. Il 14 agosto la Compagnia partecipò a un rastrellamento in provincia di Pavia a Varzi appoggiata dalla Compagnia mezzi pesanti "Pietro Del Buffa". Le due Compagnie sono direttamente comandate dal comandante Francesco Colombo. Il rastrellamento in località Pietra Gavina incontrò una forte resistenza che immobilizzò momentaneamente la colonna. Impossibilitata a proseguire la colonna ripiegò su Varzi. Il 16 agosto l'operazione fu sospesa e la Compagnia rientrò a Piacenza. Il 12 settembre la "Baragiotta-Salines" concluse il proprio ciclo operativo e rientrò a Milano.
In seguito all'uccisione del nuovo capo della provincia di Torino Raffaele Manganiello e della sua scorta, il 18 settembre 1944 lungo l'autostrada Torino-Milano la compagnia fu inviata a presidiare l'intera autostrada costituendo presidi nei vari caselli autostradali.
Il 15 novembre 1944 la Compagnia fu mobilitata per prendere parte all'operazione Koblenz-Süd, che terminò a metà dicembre e interessò la provincia di Vercelli e di Asti. Le operazioni, basate su azioni di rastrellamento che sfociarono in eccidi e massacri, costarono la vita a numerosi membri delle forze partigiane e al coinvolgimento anche delle popolazioni civili, fra le quali si contarono numerose vittime e portarono alla deportazione di migliaia di civili verso il lavoro forzato in Germania.
Nel 1945 la compagnia si attestò in Valsesia. Il 25 febbraio 1945 la Compagnia prese parte all'operazione Hockland e il 16 marzo, si attestò a Crevacuore. Il 23 aprile 1945 la compagnia rientrò a Milano. La fine della guerra la sorprese a Cernobbio in Lombardia.
Impiegata in tutti i teatri di operazione, fu considerata "l'unità di punta" della Legione "Ettore Muti".

## A Milano e provincia

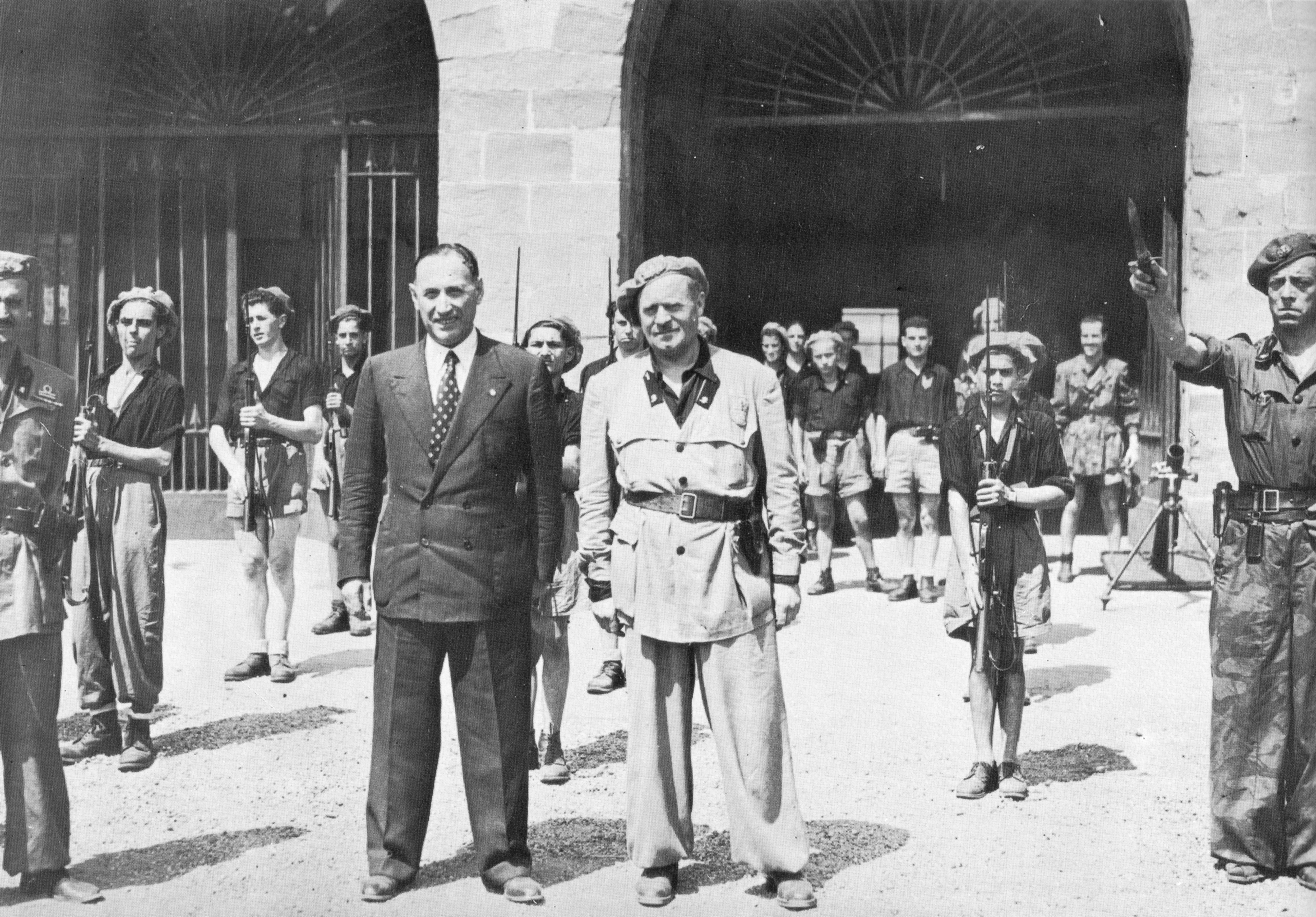
Milano Piero Parini e Francesco Colombo presso l'Arena Civica con gli arditi della Compagnia Giovanile "Alfiero Feltrinelli"

A Milano la Muti era acquartierata in cinque caserme, la caserma del comando era in Via Rovello, nei locali del dopolavoro del comune di Milano (oggi Piccolo Teatro). In quella struttura vennero organizzati tutti i servizi (fureria, armeria, autorimessa, ecc). La caserma della Legione di via Rovello, era il centro dove gli oppositori del regime venivano interrogati e torturati,. In provincia le caserme di rilievo furono quelle di Monza, Melzo e Cornaredo. Il compito principale della Legione Muti a Milano era quello di garantire operazioni di polizia, mirate soprattutto al rastrellamento di partigiani e antifascisti.
Il 10 agosto 1944 in seguito ad un attentato avvenuto in viale Abruzzi, che fu arbitrariamente e strumentalmente attribuito dai comandi nazifascisti ai GAP di Greco, e durante il quale vennero uccisi sei civili italiani e feriti altri undici. La Muti insieme a militi della Guardia Nazionale Repubblicana compose il plotone d'esecuzione con l'ordine di fucilare per rappresaglia, in realtà senza valide motivazioni in assenza di vittime militari, in piazzale Loreto, un gruppo di 15 detenuti politici milanesi. Piero Parini aveva inutilmente cercato di limitarne l'attività, rassegnò polemicamente le dimissioni quando non riuscì ad impedire la Strage di Piazzale Loreto.
Il 27 agosto fu fucilato il partigiano Giuseppe Pozzi sorpreso con indosso una divisa della Legione "Muti"..
Nell'autunno del 1944 la situazione a Milano diventò ancora più incandescente con l'arrivo a Milano del "Reparto Speciale di Polizia Repubblicana", la cosiddetta Banda Koch, in precedenza dislocata a Roma. Il ministro Buffarini Guidi intervenne nel tentativo di allontanare da Milano questi ultimi, ma il tentativo fallì a causa del rifiuto di Pietro Koch di abbandonare Milano.
Il 25 settembre 1944 una compagnia della Legione Muti al comando del maggiore Luciano Folli, su ordine del questore di Milano, e per intervento diretto di Mussolini, procedette all'arresto dei componenti del reparto comandato da Koch, traducendoli al Carcere di San Vittore. Pietro Koch, quel giorno non al reparto, sfuggì momentaneamente all'arresto. Il fatto costituì una sorta di guerra fra "bande rivali" per il controllo del "terrore" sulla città di Milano.
Il 15 ottobre 1944 gli arditi della "Muti" parteciparono ai soccorsi in seguito al bombardamento del quartiere milanese di Gorla che causò una strage in una scuola.

Milano, 17 dicembre 1944, Mussolini davanti alla caserma della Legione Muti

Il 17 dicembre 1944 Mussolini, in visita a Milano, si recò al comando della Legione "Muti".
A seguito della fucilazione di 5 gappisti al centro sportivo Giuriati di Milano, i partigiani decisero di reagire. In questo contesto maturò l'idea di colpire la trattoria "Leon d'Oro" in via Pontaccio, usata come mensa dai militi della "Muti" e dove furono raccolte molte munizioni. Giovanni Pesce affidò il compito a Luigi Franci (detto "Gino") che guiderà altri 4 partigiani: Maria Salvetti (detta "Lina"), Albino Ressi (detto "Erminio"), Albino Trecchi (detto "Bimbo") e Luigi Arcalini (detto "Lince").
Il 4 febbraio 1945 una bomba nella mensa del "Leon d'oro" provocò la morte di alcuni militi tedeschi e fascisti di cui due arditi della "Muti". Nello scoppio, a causa di un malfunzionamento dell'ordigno, esploso in anticipo, trovarono la morte anche i partigiani Maria Selvetti, Albino Trecchi e Luigi Franci. Albino Ressi, rimasto gravemente ferito, morì in seguito all'ospedale. Anche Luigi Arcalini rimase ferito nello scoppio, ma venne scambiato per un cliente della trattoria e quindi portato in ospedale per essere curato. Ancora degente, il 7 marzo, venne riconosciuto da una ragazza e portato in questura dove fu processato e condannato a morte. L'esecuzione avvenne il 17 marzo al centro sportivo Giuriati di Milano. Gli esecutori della condanna a morte furono i militi della "Muti".
Il 25 aprile 1945 parte dei legionari della "Muti" scortarono Mussolini fino a Como. Colombo, dopo aver inutilmente atteso i reparti provenienti dal Piemonte, partì per Como il 26 aprile con i circa 200 legionari rimasti ancora a Milano ricongiungendosi con la colonna. Avendo perso Mussolini, nel frattempo ripartito per Menaggio, la colonna fascista stipulò un accordo con il comando alleato per avere libero transito, ma il mattino del 27 aprile, i partigiani, seguendo gli ordini ricevuti dal comando del CLNAI di Milano, che imponeva la cattura e la esecuzione dei comandanti fascisti, bloccarono la strada presso Cernobbio intimando la resa. I reparti fascisti si arresero e si sciolsero. Anche Colombo si risolse a sciogliere i reparti della "Muti": Colombo, riconosciuto, fu arrestato e il 28 aprile fu fucilato a Lenno.

### Battaglione di riserva "Luigi Russo"

Milano, aprile 1945, presidio stradale del Battaglione Luigi Russo

Il Battaglione di riserva "Luigi Russo" fu costituito il 1º luglio 1944 e fu posto al comando del capitano Carlo Bonomi. In luglio, a seguito allo scioglimento di tutti i battaglioni "ausiliari" in esso confluirono tutti gli arditi che non intendevano smobilitare in attesa di essere destinati ad una compagnia operativa. Si occupò della creazione di presidi stradali a Milano.

### Compagnia presidiaria "Roberto Muzzana"
La Compagnia presidiaria, successivamente intitolata a "Roberto Muzzana", fu costituita 1º luglio 1944 e posta al comando del capitano Pasquale Cardella.
Nel novembre 1944 aliquote della Compagnia, insieme a elementi della Baragiotta, presero parte all'operazione di rastrellamento, "Koblenz", che terminò a metà dicembre e interessò la provincia di Vercelli e di Asti. Gli uomini della Legione vennero inquadrati nel I Bataillon/SS-Polizei-Regiment 15, sotto diretto comando tedesco.

### Compagnia "Alfiero Feltrinelli"
La Compagnia "Alfiero Feltrinelli" fu costituita il 18 luglio 1944 per inquadrare i volontari più giovani (tra i 15 e i 17 anni). Non prese parte a nessun combattimento e si sciolse il 30 ottobre 1944.

### Reparti "Ricostruzione e Rinascita"
Il 10 ottobre 1944 furono inoltre costituiti i reparti "Ricostruzione e Rinascita" abbreviato in "R.R.", al comando del tenente Franco Cacciamalli, impiegati essenzialmente nello sgombero macerie delle costruzioni distrutte dai bombardamenti. Il personale impiegato era costituito da persone che per un motivo o per l'altro erano invise al Regime come "renitenti, condannati per reati annonari, disoccupati non in regola con i documenti di lavoro, sfaccendati, persone dedite alla borsa nera". L'assegnazione ai Reparti "Ricostruzione e Rinascita" permise a molte persone, tra cui alcuni ebrei, di evitare l'arresto e il rischio di essere deportate in Germania.
L'iniziativa di creare i nuovi reparti ottenne l'avallo dell'arcivescovo di Milano Alfredo Ildefonso Schuster che vi distaccò due suoi emissari Monsignor Corbella e Monsignor Bicchierai che entrarono a far parte del direttorio.

### Compagnia mezzi pesanti "Pietro Del Buffa"
Il 2 luglio 1944, venne istituita una nuova compagnia di supporto: quella motorizzata, che doveva coordinare i mezzi utilizzati, data in comando al tenente Bonacina. Il 29 luglio veniva creato un plotone di mezzi pesanti agli ordini del capitano Bonomi.
L'8 agosto nasceva ufficialmente la Compagnia mezzi pesanti "Pietro Del Buffa", che incorporava tutte le precedenti ed aveva il compito di fungere da unità di supporto d'attacco. Infatti non operò mai autonomamente.
Il 14 agosto una parte della nuova compagnia venne inviata a Varzi dove dovevano contrastare i partigiani del luogo insieme alla Compagnia Speciale "Baragiotta-Salines". Nel febbraio 1945 furono aggiunte altre 3 nuove compagnie a quelle esistenti: mortai, mitragliere e pezzi d'artiglieria di vario calibro.
Nel febbraio 1945 con personale proveniente dalla Compagnia mezzi pesanti furono costituite tre nuove compagnie:
- Compagnia mortai da 81 mm "Enrico Maggi"[61]
- Compagnia mitragliatrici da 20 mm "Attilio Da Broi"[62]
- Compagnia artiglieria "Giuseppe Lucchesi"[63]

## La Divisione di Polizia, la repressione a Milano

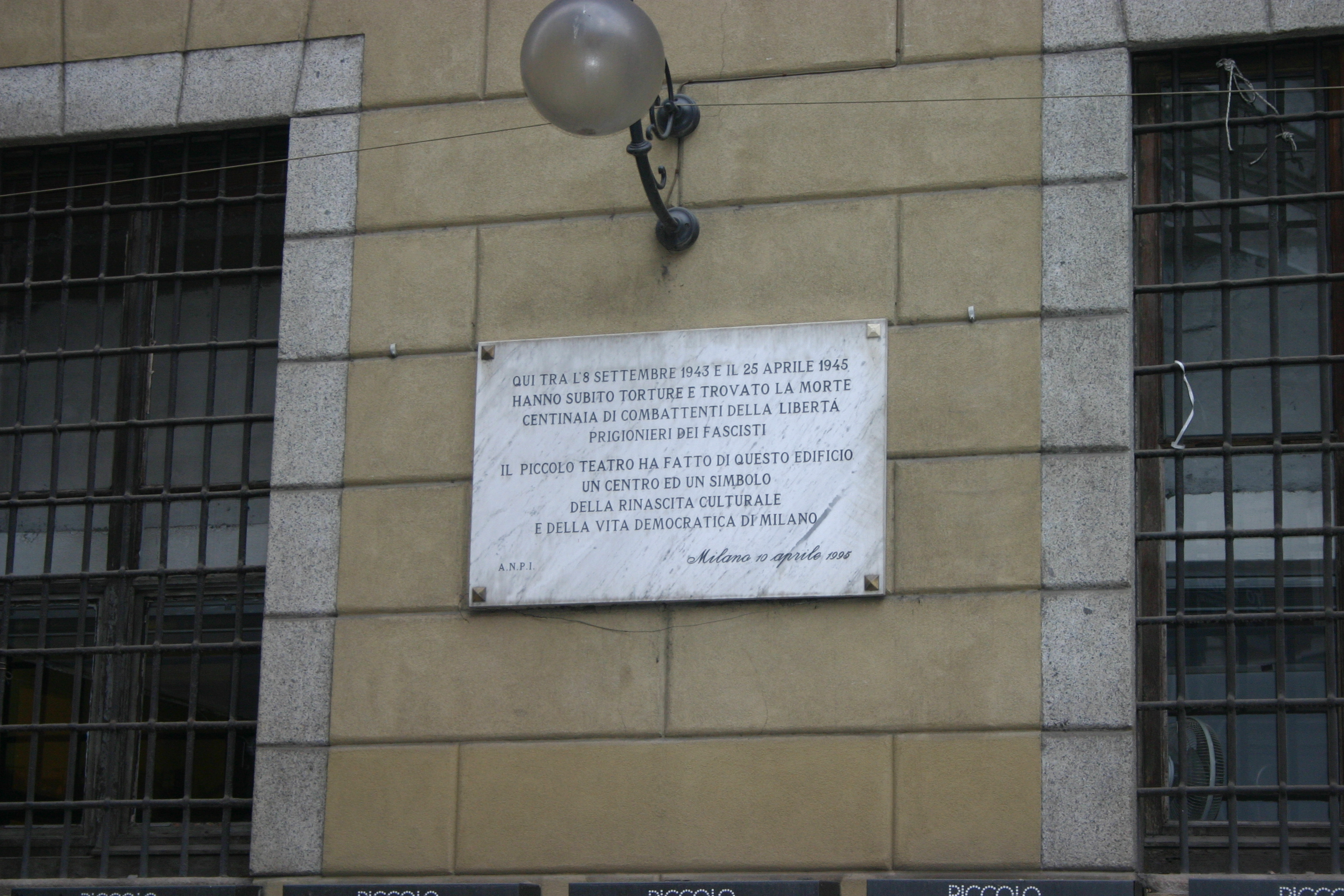
Targa apposta davanti alla caserma di via Rovello (oggi Piccolo teatro), in memoria delle vittime delle violenze e delle torture ivi perpetrate dalla legione Muti

### Gli esordi e l'inchiesta del 18 maggio 1944
Il 3 febbraio 1944 il questore di polizia Santamaria Nicolini fu oggetto di un attentato che lo lasciò miracolosamente illeso. La polizia fallì nella ricerca degli attentatori della cui cattura invece si attribuirono il merito gli uomini della Muti, ricorrendo alla tortura e alla violenza, come evidenziato dallo stesso questore Santamaria Nicolini.
(Santamaria Nicolini il 18 maggio 1944 nella deposizione circa l'attentato da lui subito)
Le azioni arbitrarie di elementi della "Muti" che si arrogarono illegittimamente compiti di polizia crearono problemi a Colombo, il quale sull'atteggiamento di parte dei legionari aveva spesso lasciato correre. Però in seguito alle denunce delle forze dell'ordine contro la "polizia politica" della "Muti" e lo stesso Colombo che, in base ai suoi precedenti penali, veniva definito come:
(Secondo un rapporto della Questura milanese del 10 aprile 1944)
Il ministro degli Interni Buffarini Guidi il 18 maggio 1944 inviò il prefetto Gino Gallarini a svolgere una inchiesta sull'operato della formazione. L'inchiesta portò ad una momentanea destituzione del comandante Colombo, sostituito da Ampelio Spadoni. Colombo fu comunque reintegrato al suo posto già il 4 giugno. Gallarini espresse apprezzamento per i reparti operativi dislocati in Piemonte:
(Il prefetto Gino Gallarini)
ma fu molto critico con le Squadre locate a Milano che operavano spesso in maniera arbitraria e illegale:
(Il prefetto Gino Gallarini)
La sezione fu riorganizzata e, di fatto, passò brevemente sotto il controllo della polizia tedesca fino a luglio. Poi assunta la nuova denominazione di "Legione Autonoma di Polizia Ettore Muti" fu posta sotto il comando del capo della provincia Piero Parini. Buffarini Guidi ne approfittò per inserire uomini di sua fiducia in ruoli importanti della Legione come Ferdinando Pepe che fu posto alla guida dell'ufficio giudiziario della "Muti".
Fu creata una struttura di polizia politica denominata "Divisione di Polizia", con circa trenta uomini, composta da due uffici. Uno di polizia politica dotato anche di una squadra mobile e l'altro di polizia giudiziaria.

### Ufficio di polizia politica

Milano, caserma di via Rovello, violenze su di un arrestato nell'ufficio della polizia politica della Muti

Alla guida dell'ufficio politico, locato nella caserma di via Rovello, fu nominato il maggiore Alceste Porcelli.
L'ufficio politico si occupò solo marginalmente di criminalità comune, occupandosi con particolare brutalità e violenza della repressione anti-partigiana nella città di Milano, usando come normale regola di condotta la violenza e la tortura, o ricorrendo ampiamente alla delazione. In alcuni casi, quando non si riusciva ad ottenere le informazioni, si ricorse anche alla fucilazione simulata e molte vittime perirono sotto la forza delle percosse e violenze subite.
Si occupavano invece di effettuare i fermi i membri della squadra mobile guidati dal capitano Arnaldo Asti.
L'8 dicembre 1944 fu arrestato Giorgio Peyronel, importante leader del CVL.
Le informazioni estorte sotto tortura all'ex capo del GAP Giuseppe Piantoni, catturato il 30 novembre, portarono all'uccisione, il 9 dicembre 1944, di Sergio Kasman, Capo di Stato Maggiore del Comando Piazza di Milano delle Squadre di Azione Patriottica nelle file di Giustizia e Libertà. Kasman, intercettato nel Duomo di Milano ove aveva un appuntamento con l'ex gappista si diede alla fuga ma fu raggiunto da un colpo di pistola. Piantoni oltre a rivelare informazioni fu costretto a partecipare alle imboscate contro i compagni di lotta in luoghi già concordati con l'ufficio politico della "Muti" provocando la cattura di altri partigiani.
Il 24 gennaio, in seguito ad una soffiata, la squadra mobile catturò i partigiani Dante Tarantino, Umberto Giaume, Maria Cantù, Arnaldo De Wolf e Angelo Finzi. Quattro furono sommariamente fucilati nei giorni seguenti e i corpi abbandonati nella periferia milanese. Arnaldo De Wolf, ancora minorenne, fu graziato e in seguito si mise al servizio dell'Ufficio politico provocando la cattura di altri partigiani. Nella abitazione di Maria Cantù furono sequestrati circa due milioni di lire più 800.000 lire trovati addosso a Vito Finzi. Non fu mai chiarita la posizione di De Wolf, se fosse una spia o se avesse semplicemente accettato di collaborare.
Il 20 febbraio 1945 fu ucciso Giuseppe Romanò che, arruolatosi nella Legione aveva svolto opera di spionaggio per le Brigate Matteotti, aveva poi disertato. Il 24 febbraio furono catturati due ex arditi che, dopo aver disertato, rapinavano i negozianti di viale Abruzzi indossando la divisa della "Muti".
Il 2 marzo 1945 fu arrestato Giuseppe Canevari mentre affiggeva volantini antifascisti. Per ottenere informazioni l'arrestato fu soggetto a violenze fisiche tanto che morì durante la notte per le lesioni interne riportate. Il 2 aprile furono arrestati tre gappisti in compagnia di tre ragazze all'interno dell'albergo Broletto. Due gappisti riuscirono comunque a liberarsi e a scappare, quello rimasto fu immediatamente passato per le armi.
Nell'autunno fu aperta anche una "sezione staccata" presso la caserma Salines guidata dal maggiore Celestino Cairella, sedicente Oscar Conte di Toledo, che agì con metodi particolarmente brutali e fu assai zelante invece nei confronti della gestapo e del suo comandante della piazza di Milano, l'ufficiale SS Theodor Saevecke.

### Ufficio di polizia giudiziaria
Questo ufficio fu diretto da funzionario di Pubblica Sicurezza Ferdinando Pepe inviato direttamente dalla Questura di Milano. Ebbe come compito principale di mantenere i contatti con la Questura di Milano e di ufficializzare gli arresti.

## Perdite
Secondo le più recenti ricerche il numero documentato di perdite subito dalla legione è di 314. 

## Il processo del 1947 all'ufficio politico della "Muti"
Nel 1947 si svolse un processo che vide imputati quattordici reduci della Legione Autonoma Mobile Ettore Muti. Quasi tutti appartenevano all'ufficio politico e alla squadra mobile oltre al vice-comandante Ampelio Spadoni. Poiché la Muti non era un corpo militare regolare, le azioni di polizia furono considerate come reati comuni. Le carcerazioni di partigiani furono considerate sequestri, le fucilazioni furono considerate come omicidi e i sequestri di beni come furti.
(Articolo sull'Unità  il 25 marzo 1947)
Alceste Porcelli fu condannato a 30 anni di reclusione di cui 10 immediatamente condonati, mentre il vicecomandante Ampelio Spadoni a 24 anni di cui 8 immediatamente condonati. Entrambi ottennero infatti le attenuanti. Arnaldo Asti e altri due membri della squadra mobile furono condannati a morte, le condanne furono poi tramutate in ergastoli. Nel giro di pochi anni tutti gli imputati furono scarcerati nell'ambito della cosiddetta amnistia Togliatti e successivi provvedimenti

## Distintivi
Le mostrine erano nere, pentagonali, decorate con un piccolo fascio littorio rosso in alto e con un teschio in basso sovrapposto a due tibie incrociate con il pugnale fra i denti. Sul braccio destro della divisa era presente lo scudetto, simbolo della Legione, composto da un fascio repubblicano sovrapposto a due pugnali incrociati, sotto al quale era riportata la scritta "Legione Autonoma E. Muti", tutto in campo azzurro. Lo stemma era di metallo verniciato per gli ufficiali, mentre era di panno colorato per i militi.
La divisa della legione era il completo da paracadutista, con il basco, giacca con quattro tasche senza colletto con calzoni lunghi fermati alla caviglia, scarponi bassi. Sul basco, i graduati e gli arditi portavano un grosso teschio a tibie incrociate. Il comandante Colombo preferiva la divisa nera, simile a quella delle SS.

## Riferimenti

### Letteratura
- una descrizione dei componenti della Muti si ritrova nel capitolo XIII del romanzo "Il partigiano Johnny" di Beppe Fenoglio quando il protagonista, dopo alcuni mesi di vita partigiana, fa ritorno ad Alba e la trova occupata dalla Legione Muti; mentre cammina incontra una sua vecchia conoscenza, un commerciante di vini che spesso si recava a Milano: